# 이평서초등학교
이평서초등학교는 대한민국 전북특별자치도 정읍시 이평면 창동리 290에 있었던 공립 초등학교이다.

## 연혁
- 1962년 3월 6일 이평국민학교 청량분교장 설치인가
- 1963년 12월 6일 창동국민학교로 승격
- 1964년 3월 3일 개교, 9학급 편성
- 1984년 3월 6일 병설유치원 개원
- 1996년 3월 1일 이평서초등학교로 개칭
- 2001년 3월 1일 이평초등학교로 통폐합